# Sphaerodactylus nicholsi
Sphaerodactylus nicholsi är en ödleart som beskrevs av  Grant 1931. Sphaerodactylus nicholsi ingår i släktet Sphaerodactylus och familjen geckoödlor. IUCN kategoriserar arten globalt som livskraftig. Inga underarter finns listade i Catalogue of Life.